# (183635) Helmi
(183635) Helmi est un astéroïde de la ceinture principale.

## Description
(183635) Helmi est un astéroïde de la ceinture principale. Il fut découvert le 24 octobre 2003 à l'observatoire d'Apache Point par le programme Sloan Digital Sky Survey. Il présente une orbite caractérisée par un demi-grand axe de 2,35 UA, une excentricité de 0,20 et une inclinaison de 3,6° par rapport à l'écliptique.

## Compléments